# Chidera Azodiro
Chidera Fortune Azodiro (* 6. März 2004 in Kiel) ist ein deutscher Basketballspieler.

## Werdegang
Azodiro, der in Kiel als Sohn nigerianischer Eltern zur Welt kam, spielte im Nachwuchs des TSV Kronshagen. Er wurde in die Auswahl des Basketballverbands Schleswig-Holstein berufen und kam als Mitglied der Spielgemeinschaft von BBC Rendsburg und TSV Kronshagen in der Jugend-Basketball-Bundesliga zu Einsätzen.
Im Sommer 2020 wechselte Azodiro in die Nachwuchsabteilung des Zweitligisten Rostock Seawolves und erhielt im Vorfeld des Spieljahres 2021/22 Aufnahme in das Profiaufgebot der Rostocker. Im November 2021 setzte ihn Trainer Christian Held erstmals in der 2. Bundesliga ProA ein, Azodiro erzielte bei seinem ersten Zweitligaspiel fünf Punkte. Im weiteren Verlauf der Saison 2021/22 gelang ihm mit der Mannschaft als Ergänzungsspieler der Bundesliga-Aufstieg. Anschließend schied er aus dem Aufgebot aus und spielte für die zweite Rostocker Mannschaft (2. Regionalliga).